# Čestín
Čestín – gmina w Czechach, w powiecie Kutná Hora, w kraju środkowoczeskim.
1 stycznia 2017 gminę zamieszkiwały 434 osoby, a ich średni wiek wynosił 45,7 roku.